# Macrostylis longiremis
Macrostylis longiremis is een pissebed uit de familie Macrostylidae. De wetenschappelijke naam van de soort is voor het eerst geldig gepubliceerd in 1890 door Meinert.